# Золотов, Александр Юрьевич (спортсмен)
Алекса́ндр Ю́рьевич Зо́лотов (укр. Олександр Юрійович Золотов; род. 2 сентября 1974) — заслуженный мастер спорта Украины (подводное ориентирование).

## Карьера
Занимается плаванием в ластах и подводным ориентирование. Тренируется у заслуженного тренера Украины Владимира Ханювченко. Победитель и призёр чемпионатов Украины, Европы и мира.
17-кратный чемпион мира.
Работает тренером Северодонецкой СДЮСТШ ВВС «Садко».
Сын Евгений (1996) — мастер спорта Украины международного класса (подводное ориентирование).